# Fritz Wagner (Fluchthelfer)
Fritz Wagner (bekannt als Der Dicke) war ein deutscher Fluchthelfer. Er ermöglichte Bürgern der DDR die Flucht nach West-Berlin, größtenteils durch Tunnel, die er teilweise zusammen mit Harry Seidel und Heinz Jercha baute.

## Leben
Fritz Wagner war ein Berliner Metzger und Kioskbesitzer. Er nahm im Gegensatz zu seinen aus ideellen Motiven handelnden Helfern von Anfang an Geld von den Flüchtlingen und begründete die Preise mit Kosten, die ihm entstanden. Zusätzlich vermarktete er die Bildrechte an den Tunneln an die Bild-Zeitung und amerikanische Fernsehstationen. Nach der Verhaftung Seidels änderte Wagner seine Strategie und baute Autos um, mit denen er einzelne Flüchtlinge transportierte. Ebenso heuerte er zwei Studenten an, die für ihn angeblich kleine Schmuggeleien durchführen sollten, aber ohne ihr Wissen in den Wagen versteckte Flüchtlinge transportierten. Einer der Studenten wurde bei einem solchen Versuch verhaftet und von der Staatssicherheit rekrutiert.